# グラハム・スタック
グレアム・スタック（Graham Stack, 1981年9月26日 - ）は、イングランド・ハムステッド出身の元アイルランド代表サッカー選手、サッカー指導者。ポジションはゴールキーパー。

## 経歴
アーセナルFC時代にはカップ戦では何度か出場経験があるが、リーグ戦ではゼロ。レディングFCでもサブの座に甘んじており、2006-07シーズン以降は他クラブへ貸し出されている。
インド・スーパーリーグのケーララ・ブラスターズFCを2016年限りで退団し、翌年からナショナル・リーグのイーストリーFCに選手兼任のGKコーチとして加入することが発表された。
2018年9月、ワトフォードFCアカデミーのゴールキーパーコーチに就任した。

## 選手経歴
- アーセナルFC 2000-2006

→  KSKベフェレン 2002-2003 (loan)
→  ミルウォールFC 2004-2005 (loan)
→  レディングFC 2005-2006 (loan)
- レディングFC 2006-2008

→  リーズ・ユナイテッドAFC 2006-2007 (loan)
→  ウルヴァーハンプトン・ワンダラーズFC 2007-2008 (loan)
- プリマス・アーガイルFC 2008-2009

→  ブラックプールFC 2008-2009 (loan)
→  ウルヴァーハンプトン・ワンダラーズFC 2009 (loan)
- ハイバーニアンFC 2009-2012
- バーネットFC 2012-2016
- ケーララ・ブラスターズFC 2016
- イーストリーFC 2017-2018

## タイトル
アーセナル
- FAユースカップ : 2000

バーネット
- カンファレンス・プレミア : 2014-15